# Verwaltungsgemeinschaft Wörlitzer Winkel
In de voormalige Verwaltungsgemeinschaft Wörlitzer Winkel, gelegen in het district Wittenberg, werkten tien gemeenten gezamenlijk aan de afwikkeling van hun gemeentelijke taken.

## Geschiedenis
De oorspronkelijke Verwaltungsgemeinschaft Wörlitzer Winkel die in 1994 werd opgericht bevatte de gemeenten Gohrau, Rehsen, Riesigk, Vockerode en Wörlitz. In 2005 is door samenvoeging van deze Verwaltungsgemeinschaft en de Verwaltungsgemeinschaft Oranienbaum de nieuwe Verwaltungsgemeinschaft Wörlitzer Winkel ontstaan, waarvan naast de 5 oorspronkelijke gemeenten ook de gemeenten Brandhorst, Griesen, Horstdorf, Kakau en Oranienbaum deel uitmaakten.
Op 1 januari 2011 zijn de deelnemnde gemeenten gefuseerd tot de nieuwe gemeente Oranienbaum-Wörlitz.